# Nekrolog Juli 2025
Nekrolog
◄◄
| ◄
| 2021
| 2022
| 2023
| 2024
| 2025
Januar |
Februar |
März |
April |
Mai |
Juni |
Juli |
August |
September |
Oktober |
November |
Dezember 2025
Weitere Ereignisse | Allgemeiner Nekrolog 2025
Die Beschreibung der verstorbenen Person sollte so kurz wie möglich gehalten sein und nur deren signifikante Tätigkeit(en) enthalten.
Neue Namen ggf. auch unter dem Geburts- und Sterbedatum, also etwa unter 1. Januar und im Geburts- und Sterbejahr (2024) eintragen (nur bei entsprechender großer Wichtigkeit). Für Beispiele siehe die schon vorhandenen Artikel.
Außerdem über die fünf zuletzt Verstorbenen, zu denen es einen ausreichend guten Artikel für eine Präsentation auf der Hauptseite gibt, nach der todesbedingten Überarbeitung der Artikel ggf. auch unter Wikipedia Diskussion:Hauptseite informieren und sie am besten auch in den anderen Wikipedia-Sprachversionen eintragen. Tipp: Regelmäßig bei news.google.de nach „ist tot“, „gestorben“ oder „verstorben“ suchen.
Wenn eine Person gestorben ist, gibt es viele Seiten zu dieser Person in der Wikipedia, die davon auch betroffen sind und entsprechend aktualisiert werden müssen. Beispiele: Namenübersichtsseite, Geburtsjahr, Geburtsort-Seiten und viele mehr.
Wie finde ich die betroffenen Seiten?
Im Suchfeld auf der linken Seite gibt man den Suchbegriff so ein: „Vorname Nachname“. Dann klickt man auf Volltext und alle Seiten mit entsprechendem Suchtext werden aufgerufen. Hier sieht man dann schnell, wo auch das Todesjahr Sinn macht oder sogar ein Teil des Artikels angepasst werden muss. Auch hilft das „Werkzeug“ auf der linken Seite sehr gut, um solche Seiten aufzufinden: „Links auf diese Seite“. Somit ist die Wikipedia wieder aktuell in allen Bereichen! Hinweis: bei Eintragung der Kategorie „Gestorben JAHR“ wird der Missbrauchsfilter 49 ausgelöst, was jedoch nicht schlimm ist. Siehe: Spezial:Missbrauchsfilter/49
Dies ist eine Liste von im Juli 2025 verstorbenen bekannten Persönlichkeiten. Die Einträge erfolgen innerhalb der einzelnen Daten alphabetisch sortiert. Tiere sind im Nekrolog für Tiere zu finden.

## Juli
Bearbeitungshinweis: Neue Todesfälle bitte absteigend nach Tagen geordnet eintragen. Die Todesfälle desselben Tages bitte in alphabetischer Reihenfolge einfügen.
| Tag      | Name                        | Beruf, bekannt als                                                                                          | Alter | Beleg |
| -------- | --------------------------- | --- | ----- | ----- |
| 31. Juli | Suryadharma Ali             | indonesischer Politiker                                                                                     | 68    |       |
| 31. Juli | Adriana Asti                | italienische Schauspielerin                                                                                 | 94    |       |
| 31. Juli | Félix Juan Cabasés          | spanischer Ordensgeistlicher und Journalist                                                                 | 94    |       |
| 31. Juli | Flaco Jiménez               | US-amerikanischer Tex-Mex-Musiker und Akkordeonist                                                          | 86    |       |
| 31. Juli | Peter Kaack                 | deutscher Fußballspieler                                                                                    | 84    |       |
| 31. Juli | Franz-Josef Nacken          | deutscher Fußballspieler                                                                                    | 85    |       |
| 31. Juli | Franz Nuscheler             | deutscher Politikwissenschaftler                                                                            | 87    |       |
| 31. Juli | Wilhelm Pannier             | deutscher Journalist                                                                                        | 93    |       |
| 31. Juli | Willibald Posch             | österreichischer Rechtswissenschaftler                                                                      | 78    |       |
| 31. Juli | Robert Wilson               | US-amerikanischer Regisseur, Theaterautor, Maler, Lichtdesigner, Bühnenbildner, Videokünstler und Architekt | 83    |       |
| 31. Juli | Marlena Zagoni              | rumänische Ruderin                                                                                          | 74    |       |
| 30. Juli | Nicholas Clapp              | US-amerikanischer Dokumentarfilmer                                                                          | 89    |       |
| 30. Juli | Rainer Maria Gassen         | deutscher Lyriker, Übersetzer und Rezitator                                                                 | 78    |       |
| 30. Juli | George Nigh                 | US-amerikanischer Politiker                                                                                 | 98    |       |
| 30. Juli | Adalberto Paulo da Silva    | brasilianischer Bischof                                                                                     | 96    |       |
| 30. Juli | Ida Schöffling              | deutsche Verlegerin und Lektorin                                                                            | 77    |       |
| 30. Juli | Walter Schönau              | niederländischer Germanist                                                                                  | 88    |       |
| 29. Juli | Alon Abutbul                | israelischer Schauspieler                                                                                   | 60    |       |
| 29. Juli | Xuan Bello                  | spanischer Dichter, Schriftsteller und Übersetzer                                                           | 60    |       |
| 29. Juli | Paul Coe                    | australischer Jurist und Aktivist                                                                           | 76    |       |
| 29. Juli | Paul Day                    | britischer Sänger                                                                                           | 69    |       |
| 29. Juli | Meghnad Desai               | indisch-britischer Wirtschaftswissenschaftler, Politiker und Peer                                           | 85    |       |
| 29. Juli | Jean-Pierre Egger           | Schweizer Leichtathlet und Leichtathletiktrainer                                                            | 81    |       |
| 29. Juli | Gerard Endenburg            | niederländischer Unternehmer und Autor                                                                      | 92    |       |
| 29. Juli | Frank Ferrucci              | US-amerikanischer Musiker und Filmkomponist                                                                 | 74    |       |
| 29. Juli | Georg Fickler               | deutscher Politiker                                                                                         | 87    |       |
| 29. Juli | Fritz Helmedag              | deutscher Ökonom                                                                                            | 71    |       |
| 29. Juli | Machiel Kiel                | niederländischer Osmanist                                                                                   | 87    |       |
| 29. Juli | Uwe Kiessler                | deutscher Architekt                                                                                         | 88    |       |
| 29. Juli | André Ladner                | Schweizer Fußballspieler und -trainer                                                                       | 63    |       |
| 29. Juli | Livio Macchia               | italienischer Musiker                                                                                       | 83    |       |
| 29. Juli | Carmel Muscat               | maltesischer Radrennfahrer                                                                                  | 63    |       |
| 29. Juli | Lutz Niethammer             | deutscher Historiker                                                                                        | 85    |       |
| 29. Juli | Süreyya Özkefe              | türkischer Fußballspieler und -trainer                                                                      | 86    |       |
| 29. Juli | Beat H. Perren              | Schweizer Unternehmer und Apotheker                                                                         | 95    |       |
| 29. Juli | Geert Reuten                | niederländischer Politiker und Wirtschaftswissenschaftler                                                   | 79    |       |
| 29. Juli | Helmut Swiczinsky           | österreichischer Architekt                                                                                  | 81    |       |
| 28. Juli | Gerald Badurek              | österreichischer Physiker                                                                                   | 77    |       |
| 28. Juli | Michel Callon               | französischer Soziologe                                                                                     | ≈80   |       |
| 28. Juli | Laura Dahlmeier             | deutsche Biathletin, Bergsteigerin und Bergführerin                                                         | 31    |       |
| 28. Juli | Salvatore Gionta            | italienischer Wasserballspieler                                                                             | 94    |       |
| 28. Juli | Uwe Goetze                  | deutscher Politiker                                                                                         | 64    |       |
| 28. Juli | Hermann Gradinger           | deutscher Kunstschmied                                                                                      | 88    |       |
| 28. Juli | Rodolfo „Popo“ Sánchez      | mexikanischer Musiker                                                                                       | 86    |       |
| 28. Juli | Ryne Sandberg               | US-amerikanischer Baseballspieler                                                                           | 65    |       |
| 28. Juli | Josef Schmeilzl             | deutscher Fußballspieler                                                                                    | 91    |       |
| 28. Juli | Rainer Schubert             | österreichischer Philosoph                                                                                  | 77    |       |
| 28. Juli | Ira William Zartman         | US-amerikanischer Politikwissenschaftler                                                                    | 93    |       |
| 27. Juli | Herbert Brandl              | österreichischer Maler                                                                                      | 66    |       |
| 27. Juli | Klaus Kutzer                | deutscher Jurist                                                                                            | 89    |       |
| 27. Juli | Horst Mahler                | deutscher Rechtsanwalt, Linksterrorist und Neonazi                                                          | 89    |       |
| 27. Juli | Nuno Portas                 | portugiesischer Architekt und Stadtplaner                                                                   | 90    |       |
| 27. Juli | Thomas Wieland              | deutscher Pharmakologe                                                                                      | 64    |       |
| 27. Juli | Christian Winiger           | Schweizer Fußballspieler                                                                                    | 80    |       |
| 26. Juli | Barry Hanner                | US-amerikanischer Opernsänger                                                                               | 89    |       |
| 26. Juli | Jonathan Kinsler            | US-amerikanischer Schauspieler und Sänger                                                                   | 96    |       |
| 26. Juli | Jiří Krampol                | tschechischer Schauspieler, Komiker, Moderator und Synchronsprecher                                         | 87    |       |
| 26. Juli | Anton Kreuzer               | österreichischer Publizist                                                                                  | 93    |       |
| 26. Juli | Pascal Krug                 | Schweizer Sänger                                                                                            | 73    |       |
| 26. Juli | Tom Lehrer                  | US-amerikanischer Singer-Songwriter und Mathematiker                                                        | 97    |       |
| 26. Juli | James Licini                | Schweizer Bildhauer und Plastiker                                                                           | 88    |       |
| 26. Juli | Daddy Lumba                 | ghanaischer Sänger, Songwriter und Produzent                                                                | 60    |       |
| 26. Juli | Lutz Mommartz               | deutscher Experimentalfilmer                                                                                | 91    |       |
| 26. Juli | Okello Oculi                | ugandischer Schriftsteller                                                                                  | 83    |       |
| 26. Juli | Ziad Rahbani                | libanesischer Komponist, Pianist, Songwriter und Theaterautor                                               | 69    |       |
| 26. Juli | Ervin Rustemagić            | bosnisch-herzegowinischer Comicverleger und Rechteverwerter                                                 | 73    |       |
| 26. Juli | Süreyya Serdengeçti         | türkischer Wirtschaftswissenschaftler und Bankier                                                           | 73    |       |
| 25. Juli | Carl Auteried Jr.           | österreichischer Segler                                                                                     | 81    |       |
| 25. Juli | Hartmut Badenhop            | deutscher Theologe und Kirchenfunktionär                                                                    | 94    |       |
| 25. Juli | Hein Driessen               | deutscher Maler                                                                                             | 92    |       |
| 25. Juli | Doris Gercke                | deutsche Schriftstellerin                                                                                   | 88    |       |
| 25. Juli | Shun’ichi Iwasaki           | japanischer Ingenieur                                                                                       | 98    |       |
| 25. Juli | Bernd Jansen                | deutscher Architekt                                                                                         | 81    |       |
| 25. Juli | Gudrun Kalmbach             | deutsche Mathematikerin                                                                                     | 88    |       |
| 25. Juli | Georges Lemoine             | französischer Politiker                                                                                     | 91    |       |
| 25. Juli | Herbert Pankau              | deutscher Fußballspieler                                                                                    | 83    |       |
| 25. Juli | Dwight Qawi                 | US-amerikanischer Boxer                                                                                     | 72    |       |
| 25. Juli | Sabine Uhl                  | deutsche Politikerin                                                                                        | 80    |       |
| 25. Juli | Heinrich Villiger           | Schweizer Unternehmer                                                                                       | 95    |       |
| 24. Juli | Peter Betthausen            | deutscher Kunsthistoriker                                                                                   | 84    |       |
| 24. Juli | Wiktor Burakow              | sowjetischer bzw. ukrainischer Leichtathlet                                                                 | 70    |       |
| 24. Juli | Josef Černý                 | tschechischer Eishockeyspieler und -trainer                                                                 | 85    |       |
| 24. Juli | Julio César Cortés          | uruguayischer Fußballspieler und -trainer                                                                   | 84    |       |
| 24. Juli | Sulochana Gadgil            | indische Mathematikerin, Meteorologin und Ozeanographin                                                     | 81    |       |
| 24. Juli | Hulk Hogan                  | US-amerikanischer Wrestler und Schauspieler                                                                 | 71    |       |
| 24. Juli | Claus Köhler                | deutscher Volkswirt                                                                                         | 97    |       |
| 24. Juli | Cleo Laine                  | britische Jazz-Sängerin                                                                                     | 97    |       |
| 24. Juli | Mathis Lüdin                | Schweizer Zeitungsverleger                                                                                  | 79    |       |
| 24. Juli | Jacques Neirynck            | Schweizer Politiker, Elektrotechniker, Verbraucherschützer und Autor                                        | 93    |       |
| 24. Juli | Peter Schmidt               | deutscher Designer                                                                                          | 87    |       |
| 24. Juli | Don Zimmerman               | US-amerikanischer Filmeditor                                                                                | 81    |       |
| 23. Juli | Hinrich Baller              | deutscher Architekt                                                                                         | 89    |       |
| 23. Juli | Abdallah Bou Habib          | libanesischer Ökonom, Diplomat und Politiker                                                                | 83    |       |
| 23. Juli | Werner Fohrer               | deutscher Maler                                                                                             | 77    |       |
| 23. Juli | Karl-Hermann Hübler         | deutscher Raumplaner                                                                                        | 92    |       |
| 23. Juli | Jean Kerléo                 | französischer Parfümeur                                                                                     | 93    |       |
| 23. Juli | Maeve Kyle                  | irisch-britische Leichtathletin                                                                             | 96    |       |
| 23. Juli | Michael Ochs                | US-amerikanischer Fotograf, Journalist und Moderator                                                        | 82    |       |
| 23. Juli | Gerhard Trumler             | österreichischer Fotograf                                                                                   | 87    |       |
| 22. Juli | Larry Bossidy               | US-amerikanischer Manager und Autor                                                                         | 90    |       |
| 22. Juli | Walter Cikan                | deutscher Musikproduzent und Musiktherapeut                                                                 | 81    |       |
| 22. Juli | John Fallon                 | schottischer Fußballspieler                                                                                 | 84    |       |
| 22. Juli | Guy Green                   | australischer Politiker                                                                                     | 87    |       |
| 22. Juli | Joey Jones                  | walisischer Fußballspieler                                                                                  | 70    |       |
| 22. Juli | Sid Kucera                  | Schweizer Jazzmusiker                                                                                       | 84    |       |
| 22. Juli | Chuck Mangione              | US-amerikanischer Flügelhornist und Komponist                                                               | 84    |       |
| 22. Juli | Manuel Marzel               | kubanischer Filmemacher                                                                                     | 57    |       |
| 22. Juli | Ozzy Osbourne               | britischer Rockmusiker                                                                                      | 76    |       |
| 22. Juli | Herbert Pforr               | deutscher Bergingenieur und Museumsdirektor                                                                 | 94    |       |
| 22. Juli | Iie Sumirat                 | indonesischer Badmintonspieler und -trainer                                                                 | 74    |       |
| 22. Juli | Alfie Wise                  | US-amerikanischer Schauspieler                                                                              | 82    |       |
| 21. Juli | V. S. Achuthanandan         | indischer Politiker                                                                                         | 101   |       |
| 21. Juli | Pau Alsina                  | spanischer Motorradrennfahrer                                                                               | 17    |       |
| 21. Juli | Crescencio Gutiérrez        | mexikanischer Fußballspieler                                                                                | 91    |       |
| 21. Juli | Klaus Hahnzog               | deutscher Politiker und Jurist                                                                              | 88    |       |
| 21. Juli | Gögi Hofmann                | Schweizer Komiker und Verwandlungskünstler                                                                  | 69    |       |
| 21. Juli | Luc Limme                   | belgischer Ägyptologe                                                                                       | 80    |       |
| 21. Juli | Klaus Link                  | deutscher Fußballspieler                                                                                    | 77    |       |
| 21. Juli | Peter Lockemann             | deutscher Informatiker                                                                                      | 89    |       |
| 21. Juli | David Rendall               | britischer Opernsänger                                                                                      | 76    |       |
| 21. Juli | June Wilkinson              | britische Schauspielerin und Model                                                                          | 85    |       |
| 21. Juli | Wilhelm Wimmer              | deutscher Ökonom                                                                                            | 93    |       |
| 21. Juli | Dan Ziskie                  | US-amerikanischer Schauspieler                                                                              | 80    |       |
| 20. Juli | Rodney Baxter               | australischer Physiker                                                                                      | 85    |       |
| 20. Juli | Preta Gil                   | brasilianische Sängerin, Komponistin, Schauspielerin und Frauenrechtlerin                                   | 50    |       |
| 20. Juli | Owen Gray                   | jamaikanischer Sänger und Komponist                                                                         | 86    |       |
| 20. Juli | Traute Gruner               | deutsche Malerin                                                                                            | 100   |       |
| 20. Juli | Otto H. Kegel               | deutscher Mathematiker                                                                                      | 91    |       |
| 20. Juli | Urszula Kozioł              | polnische Dichterin, Feuilletonistin und Theaterschaffende                                                  | 94    |       |
| 20. Juli | José Maria Marin            | brasilianischer Fußballspieler, Politiker und Sportfunktionär                                               | 93    |       |
| 20. Juli | Jamie McGrigor              | britischer Politiker                                                                                        | 75    |       |
| 20. Juli | Tom Troupe                  | US-amerikanischer Schauspieler                                                                              | 97    |       |
| 20. Juli | Malcolm-Jamal Warner        | US-amerikanischer Schauspieler                                                                              | 54    |       |
| 19. Juli | Ingvar Ambjørnsen           | norwegischer Schriftsteller                                                                                 | 69    |       |
| 19. Juli | Luigi Antonio Cantafora     | italienischer Bischof                                                                                       | 82    |       |
| 19. Juli | Anton Egloff                | Schweizer Bildhauer und Künstler                                                                            | 92    |       |
| 19. Juli | Reinhold Hiller             | deutscher Politiker                                                                                         | 75    |       |
| 19. Juli | Helga-Maria Kühn            | deutsche Archivarin und Historikerin                                                                        | 91    |       |
| 19. Juli | Michael Lion                | deutscher Opernsänger                                                                                       | 69    |       |
| 19. Juli | Joanna Macy                 | US-amerikanische Ökologin und Umweltaktivistin                                                              | 96    |       |
| 19. Juli | Peter Mes                   | deutscher Rechtsanwalt und Rechtswissenschaftler                                                            | 82    |       |
| 19. Juli | José Moreno Hurtado         | spanischer Sänger und Humorist                                                                              | 81    |       |
| 19. Juli | Altan Öymen                 | türkischer Journalist und Politiker                                                                         | 93    |       |
| 19. Juli | Jérôme Peignot              | französischer Schriftsteller, Typograf und Pamphletist                                                      | 99    |       |
| 19. Juli | Josip Pejaković             | bosnischer Schauspieler und Schriftsteller                                                                  | 77    |       |
| 19. Juli | Michael Rowlands            | britischer Anthropologe                                                                                     | 80    |       |
| 19. Juli | Béatrice Uria-Monzon        | französische Opernsängerin                                                                                  | 61    |       |
| 18. Juli | David Alliance              | iranisch-britischer Unternehmer, Politiker und Peer                                                         | 93    |       |
| 18. Juli | Michał Bałasz               | polnischer Architekt                                                                                        | 102   |       |
| 18. Juli | Percy Barnevik              | schwedischer Manager                                                                                        | 84    |       |
| 18. Juli | Angelica Bäumer             | österreichische Kunsthistorikerin, Autorin, Kunstkritikerin und Kuratorin                                   | 93    |       |
| 18. Juli | Margaret Boden              | britische Kognitionswissenschaftlerin                                                                       | 88    |       |
| 18. Juli | Helen Cornelius             | US-amerikanische Country-Sängerin                                                                           | 83    |       |
| 18. Juli | Hal Galper                  | US-amerikanischer Jazzpianist                                                                               | 87    |       |
| 18. Juli | José María Guelbenzu        | spanischer Schriftsteller und Literaturkritiker                                                             | 81    |       |
| 18. Juli | Wilfried Harms              | deutscher Autor und Heimatforscher                                                                          | 84    |       |
| 18. Juli | Jimmy Hunt                  | US-amerikanischer Schauspieler                                                                              | 85    |       |
| 18. Juli | Christian Joerges           | deutscher Rechtswissenschaftler                                                                             | 81    |       |
| 18. Juli | Ralph Lansky                | deutscher Jurist, Bibliothekar und Rechtsbibliograf                                                         | 94    |       |
| 18. Juli | Roger Norrington            | britischer Dirigent                                                                                         | 91    |       |
| 18. Juli | Hitomi Obara                | japanische Ringerin                                                                                         | 44    |       |
| 18. Juli | Harry Standjofski           | kanadischer Schauspieler, Synchronsprecher und Theaterregisseur                                             | 66    |       |
| 18. Juli | Peter Suchsland             | deutscher Germanist                                                                                         | 90    |       |
| 18. Juli | André Vingt-Trois           | französischer Kardinal                                                                                      | 82    |       |
| 18. Juli | Graylin Warner              | US-amerikanischer Basketballspieler                                                                         | 62    |       |
| 18. Juli | Kenneth Washington          | US-amerikanischer Schauspieler                                                                              | 88    |       |
| 18. Juli | Rex White                   | US-amerikanischer Automobilrennfahrer                                                                       | 95    |       |
| 18. Juli | Jochen Wucherer             | deutscher Basketballspieler                                                                                 | 84    |       |
| 17. Juli | Felix Baumgartner           | österreichischer Extremsportler                                                                             | 56    |       |
| 17. Juli | Alan Bergman                | US-amerikanischer Liedtexter und -komponist sowie Sänger                                                    | 99    |       |
| 17. Juli | Bryan Braman                | US-amerikanischer American-Football-Spieler                                                                 | 38    |       |
| 17. Juli | Karl Busch                  | deutscher Unternehmer                                                                                       | 96    |       |
| 17. Juli | Francesco Gnerre            | italienischer Soziologe                                                                                     | 81    |       |
| 17. Juli | William I. Rose             | US-amerikanischer Geologe und Vulkanologe                                                                   | 81    |       |
| 17. Juli | Thomas Sayers Ellis         | US-amerikanischer Lyriker und Spoken-Word-Artist                                                            | 61    |       |
| 17. Juli | Udo Voigt                   | deutscher Politiker                                                                                         | 73    |       |
| 17. Juli | Michael Weiers              | deutscher Orientalist, Philologe und Historiker                                                             | 87    |       |
| 17. Juli | Herwig Wurzer               | österreichischer Hörfunkmoderator                                                                           | 88    |       |
| 16. Juli | Bill Clay                   | US-amerikanischer Politiker                                                                                 | 94    |       |
| 16. Juli | Chris Faiumu                | neuseeländischer Musiker                                                                                    | 54    |       |
| 16. Juli | Ahmed Faras                 | marokkanischer Fußballspieler                                                                               | 78    |       |
| 16. Juli | Gerhard Fels                | deutscher Wirtschaftswissenschaftler                                                                        | 86    |       |
| 16. Juli | Connie Francis              | US-amerikanische Sängerin                                                                                   | 87    |       |
| 16. Juli | Bert Gerresheim             | deutscher Bildhauer, Grafiker und Pädagoge                                                                  | 89    |       |
| 16. Juli | Asbjørn Jordahl             | norwegischer Politiker und Journalist                                                                       | 92    |       |
| 16. Juli | Juri Kara                   | sowjetischer und russischer Filmregisseur                                                                   | 70    |       |
| 16. Juli | Gary Karr                   | kanadischer Kontrabassist                                                                                   | 83    |       |
| 16. Juli | Wolodymyr Mykyta            | sowjetischer bzw. ukrainischer Maler                                                                        | 94    |       |
| 16. Juli | José María Obaldía          | uruguayischer Schriftsteller, Lexikograf, Lehrer und Geschichtenerzähler                                    | 99    |       |
| 16. Juli | Dag-Ernst Petersen          | deutscher Buchrestaurator, Autor und Einbandforscher                                                        | 82    |       |
| 16. Juli | Claus Peymann               | deutscher Theaterregisseur und Intendant                                                                    | 88    |       |
| 16. Juli | Samuele Privitera           | italienischer Radsportler                                                                                   | 19    |       |
| 16. Juli | Wayne Thomas                | kanadischer Eishockeyspieler, -trainer und -funktionär                                                      | 77    |       |
| 15. Juli | Ingrid Figur                | deutsche Konzert- und Oratoriensängerin                                                                     | 88    |       |
| 15. Juli | Jeanette G. Grasselli       | US-amerikanische Chemikerin und Spektroskopikerin                                                           | 96    |       |
| 15. Juli | Audun Grønvold              | norwegischer Skirennläufer                                                                                  | 49    |       |
| 15. Juli | Klaus-Jürgen Holzapfel      | deutscher Verleger                                                                                          | 95    |       |
| 15. Juli | Pınar Kür                   | türkische Schriftstellerin                                                                                  | 82    |       |
| 15. Juli | Loïk Le Floch-Prigent       | französischer Ingenieur und Manager                                                                         | 81    |       |
| 15. Juli | Judy Loe                    | britische Schauspielerin                                                                                    | 78    |       |
| 15. Juli | Hani Mahmassani             | libanesisch-US-amerikanischer Verkehrswissenschaftler                                                       | 69    |       |
| 15. Juli | Martin Seifert              | deutscher Schauspieler und Hörspielsprecher                                                                 | 74    |       |
| 15. Juli | Raymond Stieber             | französischer Fußballspieler                                                                                | 89    |       |
| 15. Juli | Wilfried Stroh              | deutscher Klassischer Philologe                                                                             | 85    |       |
| 15. Juli | Jone Takamäki               | finnischer Jazzsaxophonist und Schauspieler                                                                 | 69    |       |
| 15. Juli | Christoph Waitz             | deutscher Politiker                                                                                         | 64    |       |
| 15. Juli | Klaus Wilkens               | deutscher Vereinsfunktionär                                                                                 | 82    |       |
| 14. Juli | Thierry Ardisson            | französischer Fernsehproduzent und -moderator                                                               | 76    |       |
| 14. Juli | Jean-Pierre Azéma           | französischer Historiker                                                                                    | 87    |       |
| 14. Juli | Chang Jung-lin              | taiwanischer Poolbillardspieler                                                                             | 40    |       |
| 14. Juli | B. Saroja Devi              | indische Schauspielerin                                                                                     | 87    |       |
| 14. Juli | Roland Dubischar            | deutscher Jurist                                                                                            | 90    |       |
| 14. Juli | Eileen Fulton               | US-amerikanische Schauspielerin und Sängerin                                                                | 91    |       |
| 14. Juli | Andrea Gibson               | US-amerikanische Dichterin                                                                                  | 49    |       |
| 14. Juli | Kang Seo-ha                 | südkoreanische Schauspielerin                                                                               | 31    |       |
| 14. Juli | John F. MacArthur           | US-amerikanischer Theologe                                                                                  | 86    |       |
| 14. Juli | Alexander Mitta             | sowjetischer bzw. russischer Filmregisseur, Drehbuchautor und Schauspieler                                  | 92    |       |
| 14. Juli | Fauja Singh                 | britisch-indischer Leichtathlet                                                                             | 114?  |       |
| 14. Juli | Paul Weß                    | österreichischer Theologe                                                                                   | 89    |       |
| 13. Juli | Kurt Bahlmann               | deutscher Bildhauer, Maler und Zeichner                                                                     | 85    |       |
| 13. Juli | Alberto Bottari de Castello | italienischer Erzbischof                                                                                    | 83    |       |
| 13. Juli | Muhammadu Buhari            | nigerianischer General und Politiker                                                                        | 82    |       |
| 13. Juli | Dave Cousins                | britischer Sänger und Songwriter                                                                            | 85    |       |
| 13. Juli | Marta Jiminéz               | spanische Fernsehmoderatorin und Extremsportlerin                                                           | 34    |       |
| 13. Juli | Awtandil Maisuradse         | sowjetischer Ringer                                                                                         | 70    |       |
| 13. Juli | Hermann Schaller            | österreichischer Politiker                                                                                  | 92    |       |
| 13. Juli | Mark Schreiber              | britischer Politiker und Peer                                                                               | 93    |       |
| 13. Juli | Stella Seitz                | deutsche Astrophysikerin                                                                                    | 56    |       |
| 13. Juli | Aini Teufel                 | deutsche Malerin, Grafikerin und Schriftstellerin                                                           | 92    |       |
| 12. Juli | Rudolf van den Berg         | niederländischer Regisseur und Drehbuchautor                                                                | 76    |       |
| 12. Juli | Werner Daum                 | deutscher Diplomat                                                                                          | 81    |       |
| 12. Juli | Gunter Faure                | US-amerikanischer Geologe und Geochemiker                                                                   | 91    |       |
| 12. Juli | Sabine Fließ                | deutsche Wirtschaftswissenschaftlerin                                                                       | 65    |       |
| 12. Juli | Manfred Fluck               | deutscher Politiker                                                                                         | 84    |       |
| 12. Juli | Matt Keil                   | US-amerikanischer Bassist                                                                                   | 39    |       |
| 12. Juli | Max Neissendorfer           | deutscher Jazzmusiker und Musikpädagoge                                                                     | 68    |       |
| 12. Juli | Helmut Plüschau             | deutscher Politiker                                                                                         | 90    |       |
| 12. Juli | Ramamurti Rajaraman         | indischer Physiker                                                                                          | 86    |       |
| 12. Juli | Lucio Russo                 | italienischer Physiker, Mathematiker und Wissenschaftshistoriker                                            | 80    |       |
| 12. Juli | Andreas Schröder            | deutscher Organist                                                                                          | 86    |       |
| 11. Juli | Marcus Budde                | deutscher Veranstalter, Comedyautor und Redakteur                                                           | 59    |       |
| 11. Juli | Yiğit Bulut                 | türkischer Journalist                                                                                       | 53    |       |
| 11. Juli | Toni Cruz                   | spanischer Fernsehproduzent und Sänger                                                                      | 78    |       |
| 11. Juli | Goffredo Fofi               | italienischer Autor, Literatur- und Filmkritiker                                                            | 88    |       |
| 11. Juli | Henri Gloden                | luxemburgischer Geistlicher                                                                                 | 86    |       |
| 11. Juli | Sylvi Graham                | norwegische Politikerin                                                                                     | 73    |       |
| 11. Juli | Raymond Guiot               | französischer Flötist                                                                                       | 94    |       |
| 11. Juli | Reinhart von Gutzeit        | deutscher Musikpädagoge                                                                                     | 78    |       |
| 11. Juli | Robert Hanhart              | Schweizer Theologe                                                                                          | 100   |       |
| 11. Juli | Wadim Medwedew              | sowjetischer bzw. russischer Ökonom und Politiker                                                           | 96    |       |
| 11. Juli | William J. Rutter           | US-amerikanischer Biochemiker und Unternehmer                                                               | 96    |       |
| 11. Juli | Daniel Sánchez Rocha        | bolivianischer Hörfunkjournalist                                                                            | 81    |       |
| 11. Juli | Martin Cruz Smith           | US-amerikanischer Schriftsteller                                                                            | 82    |       |
| 11. Juli | Walther Zügel               | deutscher Bankmanager                                                                                       | 92    |       |
| 10. Juli | Radomir Damnjanović         | jugoslawischer Maler und Body-Art-Künstler                                                                  | 88    |       |
| 10. Juli | Nicholas Dumont             | französischer Radrennfahrer                                                                                 | 52    |       |
| 10. Juli | Dietger Mader               | österreichischer Politiker                                                                                  | 85    |       |
| 10. Juli | Harald Schandry             | deutscher Schauspieler und Theatermacher                                                                    | 69    |       |
| 10. Juli | Theodor Schulze             | deutscher Schulpädagoge und Didaktiker                                                                      | 98    |       |
| 9. Juli  | Ian Blair                   | britischer Polizeibeamter und Peer                                                                          | 72    |       |
| 9. Juli  | Ioana Bulcă                 | rumänische Schauspielerin                                                                                   | 89    |       |
| 9. Juli  | Mauritius Choriol           | französischer Ordensgeistlicher und Abt                                                                     | 65    |       |
| 9. Juli  | Peter Fischer               | österreichischer Rechtswissenschaftler                                                                      | 86    |       |
| 9. Juli  | Klaus Fleischer             | deutscher Tropenmediziner                                                                                   | 86    |       |
| 9. Juli  | Araceli Julio               | argentinische Ska-Sängerin                                                                                  | 39    |       |
| 9. Juli  | Petz Lahure                 | luxemburgischer Sportjournalist                                                                             | 79    |       |
| 9. Juli  | Frank Layden                | US-amerikanischer Basketballtrainer und -manager                                                            | 93    |       |
| 9. Juli  | Helmut Löffler              | deutscher Ingenieur                                                                                         | 91    |       |
| 9. Juli  | Rabīʿ al-Madchalī           | saudi-arabischer Rechtsgelehrter                                                                            | 92    |       |
| 9. Juli  | Iqbal Naeem                 | irakische Schauspielerin                                                                                    | 67    |       |
| 9. Juli  | Vinnie Riccitelli           | US-amerikanischer Jazzmusiker                                                                               | 99    |       |
| 9. Juli  | Steven P. Rose              | britischer Biologe                                                                                          | 87    |       |
| 9. Juli  | Anthony Russell             | britischer Bischof                                                                                          | 82    |       |
| 9. Juli  | Harald Thun                 | deutscher Romanist und Sprachwissenschaftler                                                                | 79    |       |
| 9. Juli  | Norman Marshall Villeneuve  | kanadischer Jazzmusiker                                                                                     | 87    |       |
| 9. Juli  | Fritz Zaun                  | österreichischer Politiker                                                                                  | 78    |       |
| 8. Juli  | Steve Benson                | US-amerikanischer Cartoonzeichner                                                                           | 71    |       |
| 8. Juli  | Władysław Bobowski          | polnischer Weihbischof                                                                                      | 93    |       |
| 8. Juli  | James Carter Cathcart       | US-amerikanischer Synchronsprecher                                                                          | 71    |       |
| 8. Juli  | Paul Collowald              | französischer Pressesprecher                                                                                | 102   |       |
| 8. Juli  | Tim Cronin                  | US-amerikanischer Rocksänger                                                                                | 63    |       |
| 8. Juli  | Edward D. DiPrete           | US-amerikanischer Politiker                                                                                 | 91    |       |
| 8. Juli  | Elisabeth Fehrenbach        | deutsche Historikerin                                                                                       | 87    |       |
| 8. Juli  | Dave Flebotte               | US-amerikanischer Drehbuchautor                                                                             | 65    |       |
| 8. Juli  | Silke Hildebrandt           | deutsche Hörspiel- und Featureregisseurin sowie Autorin                                                     | 55    |       |
| 8. Juli  | Fanny Howe                  | US-amerikanische Schriftstellerin                                                                           | 84    |       |
| 8. Juli  | Paulette Jiles              | US-amerikanische Schriftstellerin                                                                           | 82    |       |
| 8. Juli  | Friedrich Landstorfer       | deutscher Hochfrequenztechniker                                                                             | 85    |       |
| 8. Juli  | Julio Teja Pérez            | kubanischer Arzt und Politiker                                                                              | 88    |       |
| 8. Juli  | Jürgen Schornagel           | deutscher Schauspieler                                                                                      | 85    |       |
| 8. Juli  | Walther Schulz              | österreichischer Cellist                                                                                    | 80    |       |
| 7. Juli  | Jan Christ                  | deutscher Schriftsteller                                                                                    | 91    |       |
| 7. Juli  | Sabine Klamroth             | deutsche Juristin und Autorin                                                                               | 91    |       |
| 7. Juli  | Dieter Kuprella             | deutscher Basketballspieler und -trainer                                                                    | 79    |       |
| 7. Juli  | Miguel Ángel López          | argentinischer Fußballspieler und -trainer                                                                  | 83    |       |
| 7. Juli  | Ulla Mahrt                  | deutsche Schauspielerin und Hörspielsprecherin                                                              | 89    |       |
| 7. Juli  | Heinrich Matthaei           | deutscher Biochemiker                                                                                       | 96    |       |
| 7. Juli  | Aprem Mooken                | indischer Metropolit                                                                                        | 85    |       |
| 7. Juli  | René Pascal                 | deutscher Schlagersänger und Gastronom                                                                      | 85    |       |
| 7. Juli  | Gábor A. Somorjai           | US-amerikanisch-ungarischer Chemiker                                                                        | 90    |       |
| 7. Juli  | Roman Starowoit             | russischer Politiker                                                                                        | 53    |       |
| 7. Juli  | Horst Strohbusch            | deutscher Augenarzt und Politiker                                                                           | 97    |       |
| 7. Juli  | Norman Tebbit               | britischer Politiker und Peer                                                                               | 94    |       |
| 7. Juli  | Erik Vanmarcke              | belgisch-US-amerikanischer Ingenieurwissenschaftler                                                         | 83    |       |
| 6. Juli  | Andrea Bruno                | italienischer Architekt                                                                                     | 94    |       |
| 6. Juli  | Simon Groot                 | niederländischer Agrarwissenschaftler                                                                       | 90    |       |
| 6. Juli  | Harald Groth                | deutscher Politiker                                                                                         | 82    |       |
| 6. Juli  | Franz Hodjak                | deutscher Schriftsteller                                                                                    | 80    |       |
| 6. Juli  | Ossi Huber                  | österreichischer Musiker und Autor                                                                          | 70    |       |
| 6. Juli  | Klaus Dieter Kück           | deutscher Politiker und Verwaltungsbeamter                                                                  | 84    |       |
| 6. Juli  | Irene Rodrian               | deutsche Schriftstellerin und Drehbuchautorin                                                               | 87    |       |
| 6. Juli  | Helena Tattermuschová       | tschechoslowakische Opernsängerin                                                                           | 92    |       |
| 5. Juli  | Mauro Del Vecchio           | italienischer Offizier und Politiker                                                                        | 79    |       |
| 5. Juli  | Jake Epp                    | kanadischer Politiker und Manager                                                                           | 85    |       |
| 5. Juli  | Ernst Kahl                  | deutscher Cartoonist, Maler, Sänger, Filmemacher                                                            | 76    |       |
| 5. Juli  | Frank Laufenberg            | deutscher Hörfunk- und Fernsehmoderator, Journalist und Autor                                               | 80    |       |
| 5. Juli  | Erich Mauerhofer            | schweizerischer Theologe                                                                                    | 83    |       |
| 5. Juli  | Gordon Rorke                | australischer Cricketspieler                                                                                | 87    |       |
| 5. Juli  | Frank Ruddigkeit            | deutscher Maler, Grafiker, Bildhauer und Buchkünstler                                                       | 85    |       |
| 5. Juli  | Christoph Schobesberger     | deutsch-österreichischer Schauspieler und Sänger                                                            | 71    |       |
| 5. Juli  | Vinzenz Ziswiler            | Schweizer Zoologe                                                                                           | 90    |       |
| 4. Juli  | Andrei Badalow              | russischer Ingenieur und Manager                                                                            | 62    |       |
| 4. Juli  | Lyndon Byers                | kanadischer Eishockeyspieler und Radiomoderator                                                             | 61    |       |
| 4. Juli  | José Enrique Díaz Chávez    | uruguayischer Politiker                                                                                     | 93    |       |
| 4. Juli  | José García Belaúnde        | peruanischer Diplomat und Politiker                                                                         | 77    |       |
| 4. Juli  | Richard Greenberg           | US-amerikanischer Dramatiker                                                                                | 67    |       |
| 4. Juli  | Rob Houwer                  | niederländischer Filmproduzent, -regisseur und Drehbuchautor                                                | 87    |       |
| 4. Juli  | Christian Kayser            | deutscher Politiker                                                                                         | 87    |       |
| 4. Juli  | Heinz Plank                 | deutscher Maler, Zeichner und Grafiker                                                                      | 79    |       |
| 4. Juli  | Kevin Riddles               | britischer Rockmusiker                                                                                      | 68    |       |
| 4. Juli  | Lydyja Semenowa             | sowjetische bzw. ukrainische Schachspielerin                                                                | 74    |       |
| 4. Juli  | Mark Snow                   | US-amerikanischer Komponist                                                                                 | 78    |       |
| 4. Juli  | Christean Wagner            | deutscher Politiker                                                                                         | 82    |       |
| 4. Juli  | Young Noble                 | US-amerikanischer Rapper                                                                                    | 47    |       |
| 3. Juli  | Ottfried Dascher            | deutscher Archivar und Historiker                                                                           | 88    |       |
| 3. Juli  | Diogo Jota                  | portugiesischer Fußballspieler                                                                              | 28    |       |
| 3. Juli  | Enriqueta Duarte            | argentinische Schwimmerin                                                                                   | 96    |       |
| 3. Juli  | Borja Gómez                 | spanischer Motorradrennfahrer                                                                               | 20    |       |
| 3. Juli  | László Horváth              | ungarischer Moderner Fünfkämpfer                                                                            | 79    |       |
| 3. Juli  | Anita Kupsch                | deutsche Schauspielerin                                                                                     | 85    |       |
| 3. Juli  | Eduardo Liendo              | venezolanischer Schriftsteller und Bibliothekar                                                             | 84    |       |
| 3. Juli  | David Mabuza                | südafrikanischer Politiker                                                                                  | 64    |       |
| 3. Juli  | Michael Madsen              | US-amerikanischer Schauspieler                                                                              | 67    |       |
| 3. Juli  | Jacques Marinelli           | französischer Radrennfahrer                                                                                 | 99    |       |
| 3. Juli  | Manolis Pilawow             | ukrainischer Politiker                                                                                      | 61    |       |
| 3. Juli  | Peter Rufai                 | nigerianischer Fußballspieler                                                                               | 61    |       |
| 3. Juli  | Wulf Schirmer               | deutscher Bauforscher                                                                                       | 91    |       |
| 3. Juli  | Helmut Schmidt Rhen         | deutscher Maler und Kommunikationsdesigner                                                                  | 88    |       |
| 3. Juli  | André Silva                 | portugiesischer Fußballspieler                                                                              | 25    |       |
| 2. Juli  | Juan Manuel Álvarez         | mexikanischer Fußballspieler und -trainer                                                                   | 77    |       |
| 2. Juli  | Shekhar Dutt                | indischer Politiker                                                                                         | 79    |       |
| 2. Juli  | Peter Eggenberger           | Schweizer Autor und Journalist                                                                              | 86    |       |
| 2. Juli  | Paul Gehring                | deutscher Unternehmer                                                                                       | 93    |       |
| 2. Juli  | Michail Gudkow              | russischer General                                                                                          | 42    |       |
| 2. Juli  | Albrecht Herold             | deutscher Politiker                                                                                         | 95    |       |
| 2. Juli  | Julian McMahon              | australisch-US-amerikanischer Schauspieler                                                                  | 56    |       |
| 2. Juli  | Hermann Merchel             | deutscher Fußballspieler                                                                                    | 88    |       |
| 2. Juli  | Anna Ornstein               | ungarisch-US-amerikanische Kinderpsychiaterin, Psychoanalytikerin und Holocaustüberlebende                  | 98    |       |
| 2. Juli  | Paul Schädler               | deutscher Politiker                                                                                         | 95    |       |
| 2. Juli  | Günter Schröder             | deutscher Polizist und Gewerkschaftsfunktionär                                                              | 88    |       |
| 2. Juli  | Peter Spary                 | deutscher Verbandsvertreter                                                                                 | 85    |       |
| 2. Juli  | Teresio Vachet              | italienischer Skirennläufer                                                                                 | 78    |       |
| 2. Juli  | Franck Verzy                | französischer Leichtathlet                                                                                  | 64    |       |
| 1. Juli  | Joxe Azurmendi              | spanischer Schriftsteller und Philosoph                                                                     | 84    |       |
| 1. Juli  | Brian Clarke                | britischer Architekturkünstler, Maler und Grafiker                                                          | 71    |       |
| 1. Juli  | Florence Delay              | französische Schriftstellerin und Schauspielerin                                                            | 84    |       |
| 1. Juli  | Alex Delvecchio             | kanadischer Eishockeyspieler, -trainer und -funktionär                                                      | 93    |       |
| 1. Juli  | Brian Fagan                 | US-amerikanischer Anthropologe                                                                              | 88    |       |
| 1. Juli  | Roger Goldsworthy           | australischer Politiker                                                                                     | 95    |       |
| 1. Juli  | Maren Heyne                 | deutsche Fotografin                                                                                         | 83    |       |
| 1. Juli  | Rinus Israël                | niederländischer Fußballspieler und -trainer                                                                | 83    |       |
| 1. Juli  | David Lipsey                | britischer Journalist und Peer                                                                              | 77    |       |
| 1. Juli  | Michael Löwe                | rumänischer Boxer                                                                                           | 56    |       |
| 1. Juli  | Carl Frederick Mengeling    | US-amerikanischer Bischof                                                                                   | 94    |       |
| 1. Juli  | Dietmar Panske              | deutscher Politiker                                                                                         | 58    |       |
| 1. Juli  | Dieter Planck               | deutscher Archäologe                                                                                        | 80    |       |
| 1. Juli  | Edith Raim                  | deutsche Historikerin                                                                                       | 59    |       |
| 1. Juli  | Boris Saltykow              | russischer Politiker                                                                                        | 84    |       |
| 1. Juli  | Gerhard Seiler              | deutscher Politiker                                                                                         | 94    |       |
| 1. Juli  | Jimmy Swaggart              | US-amerikanischer Prediger                                                                                  | 90    |       |
| 1. Juli  | Adolfo Usero                | spanischer Karikaturist und Comic-Szenarist                                                                 | 84    |       |

### Datum unbekannt
| Zeitangabe                      | Name                     | Beruf, bekannt als                               | Alter | Beleg |
| ------------------------------- | ------------------------ | ------------------------------------------------ | ----- | ----- |
| Tod bekannt gegeben am 29. Juli | Barbara Augustin         | deutsche Puppenspielerin und Kinderbuchautorin   | ≈85   |       |
| Tod bekannt gegeben am 24. Juli | Henri Szeps              | australischer Schauspieler                       | 81    |       |
| Tod bekannt gegeben am 23. Juli | George Kooymans          | niederländischer Rockmusiker                     | 77    |       |
| Tod bekannt gegeben am 22. Juli | Poli Palmer              | britischer Musiker                               | 82    |       |
| tot aufgefunden am 22. Juli     | Celeste Pin              | italienischer Fußballspieler                     | 64    |       |
| Tod bekannt gegeben am 16. Juli | Safaralij Nadschmiddinow | tadschikischer Politiker                         | 73    |       |
| Tod bekannt gegeben am 13. Juli | Tima Džebo               | jugoslawische bzw. bosnische Basketballspielerin | 61    |       |
| Tod bekannt gegeben am 6. Juli  | Ida Golin                | italienische Fußballspielerin                    | 65    |       |
| tot aufgefunden am 8. Juli      | Aldo Miranda             | mexikanischer Webvideoproduzent                  | 32    |       |
| Tod bekannt gegeben am 2. Juli  | Charles Chadwick         | britischer Schriftsteller                        | 92    |       |